# マーク・マンダース

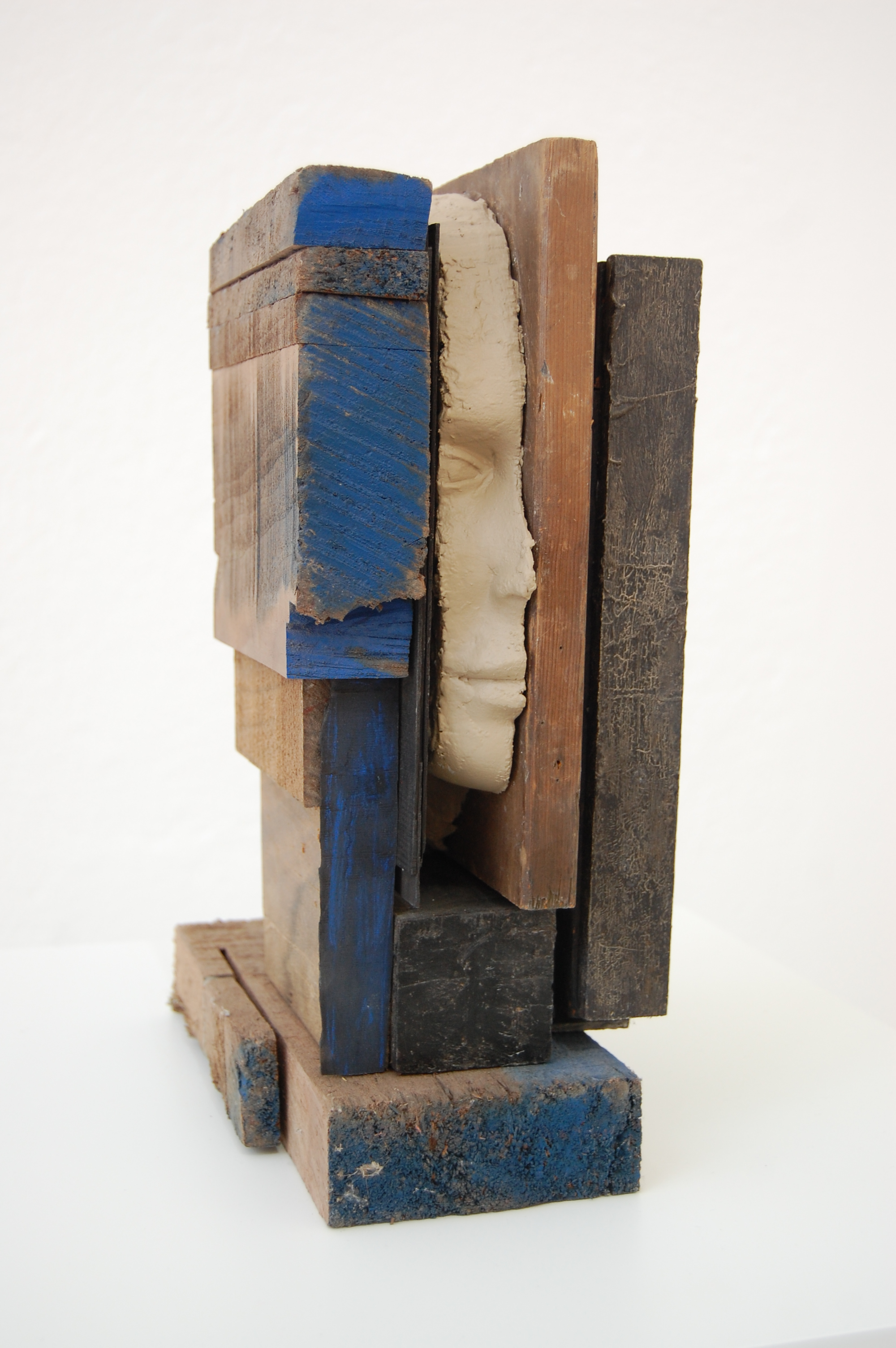
Composition with Blue

マーク・マンダース（Mark Manders、1968年 - ）は、オランダの芸術家である。
当初はグラフィックデザインを学んでいたが、その後考えを変え、言葉ではなく物を使ったライターになることを決めた。そこでマンダースは、人間と物の並行した進化に強い関心を抱くようになった。
マンダースの作品は、主にインスタレーション、ドローイング、彫刻、ショートフィルムなどで構成されている。机、椅子、電球、毛布、死んだ動物など、物体をランダムに並べた作品が代表的である。マンダースは荒削りな粘土の彫刻でよく知られている。

## 生涯
1968年に北ブラバント州ウーデンで生まれた。1988年から1992年まで、アーネムの芸術学校（現在のArtEZ芸術大学）で美術を学んだ。1988年にアーネムで自分のスタジオを開いた。2007年から2013年までは、ベルギーのロンセに住み、活動した。
1992年、オランダのローマ賞芸術・公共空間部門で2等を受賞した。2010年、ハイネケン賞芸術部門を受賞した。第55回ヴェネツィア・ビエンナーレでは、オランダ館にインスタレーション作品"Room with Broken Sentence"（破廉恥な文章の部屋）を展示した。

## 作品

### 『建物としての自画像』
マンダースは1986年から"Self-portrait as a building"（建物としての自画像）を制作している。これは、架空の建築設計図の連作である。最初の作品は1986年の"Inhabited for a Survey, (First Floor Plan from Self Portrait of a Building)"（調査のための居住（建物の自画像から1階平面図））で、鉛筆やクレヨンなどを使ってギャラリーの床に設計図が描かれている。
この架空の建物は、実在の芸術家マーク・マンダースの分身である「マーク・マンダース」という架空の芸術家を表している。（実在の）マンダースは、この架空の人物を「神経質で、人工的な世界にしか存在できない繊細な人物」と表現している。マンダースの展覧会では毎回、自画像の建物の進化する平面図と様々なアート作品が展示されている。
マンダースはこの建築物を使って作品を駆動し、建築物に判断を委ね、これを「機械」(machine)と呼んでいるが、同時に物を置いてこの記憶空間を展開している。このような架空の空間を作りながらも、マンダースは「現実の世界」にある「本物の物」を使って彫刻を作ることにこだわっている。
「私は自分の作品を公共の場で発表することはあまりなく、人々が選んでアートを見に行くような美術館で発表しています。しかし、1991年以降、完成したばかりの作品は必ずスーパーマーケットでテストしています。作品のラベルがないところで、新しい作品を想像して、それが生き残れるかどうかを確認するのです。それは誰かがスーパーマーケットに置いただけのものですから。今では、私の作品は全てその環境に耐えられると確信しています」彼は、現実の世界や制度的なアートの場を疎ましく思うことがある。彼は、自分の作品は展示されている間は変わらないが、「現実の世界」に入るたびに文脈が変わると主張している。

## 展示
- 2003年: ピナコテーク・デア・モデルネ（ミュンヘン)、シカゴ美術館 - シカゴ大学ルネッサンス・ソサエティ（英語版）の企画によるマンダースの個展[7]
- 2008年: Life on Mars, the 2008 Carnegie International[8]

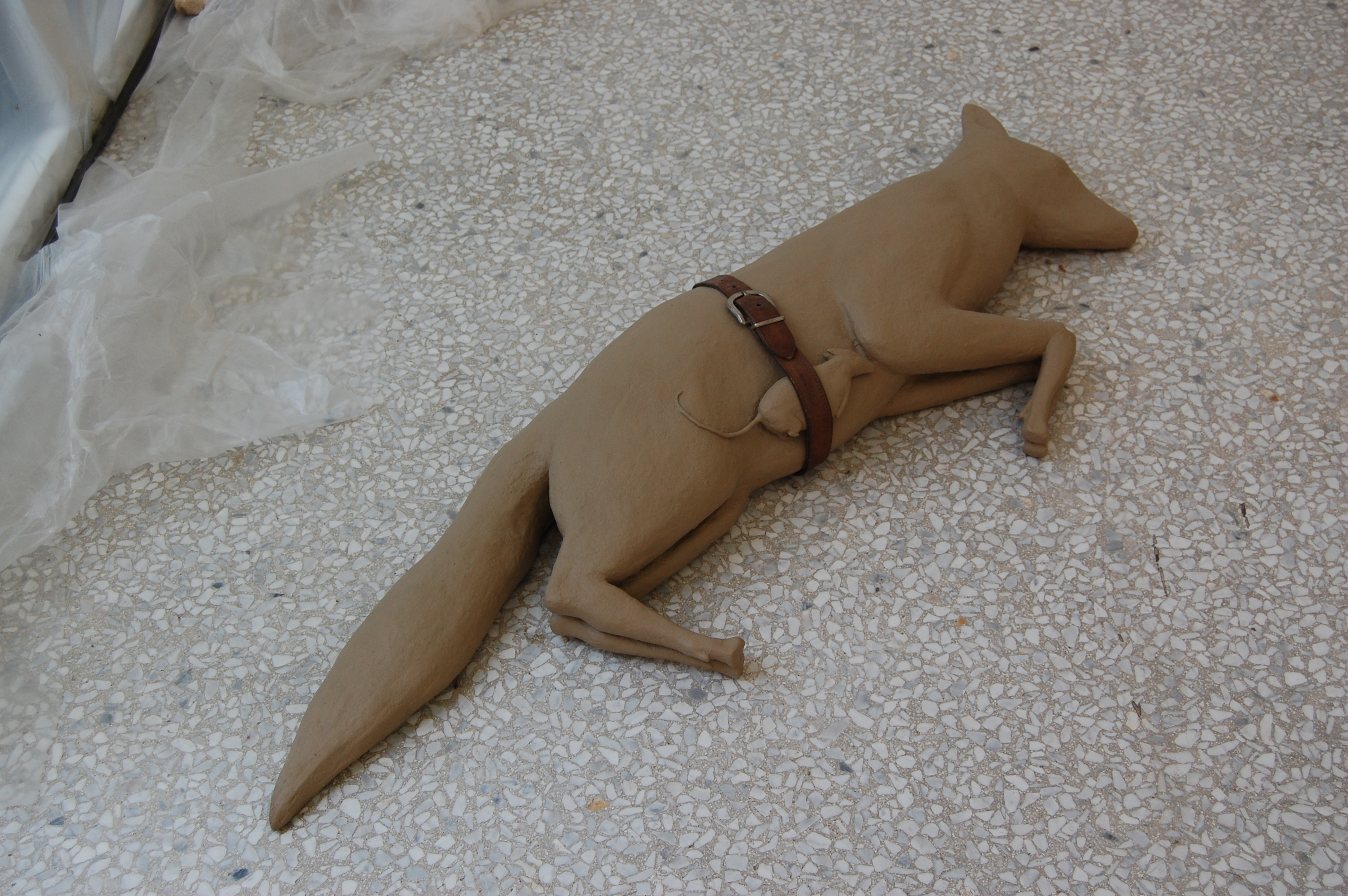
Fox / Mouse / Belt

## 所蔵
マンダースの作品は以下のパブリックコレクションに所蔵されている。
- 北ブラバント美術館（英語版）（オランダ・スヘルトーヘンボス）[9]
- ニューヨーク近代美術館[10]